# Diego Rivarola
Diego Gabriel Rivarola Popón (* 14. Juli 1976 in Mendoza, Argentinien) ist ein ehemaliger argentinisch-chilenischer Fußballspieler. Der Stürmer gewann 4-mal die chilenische Meisterschaft und 2011 die Copa Sudamericana.

## Karriere
Diego Rivarola begann seine Karriere bei River Plate, wo er erst in der Jugend und dann in der zweiten Mannschaft spielte. Für die erste Mannschaft lief er nie auf und wechselte zu CA Platense, bei denen er auf acht Einsätze kam. 1999 wechselte Rivarola zum chilenischen Hauptstadtklub Santiago Morning, bei dem er den Durchbruch schaffte und in 23 Partien 13 Treffer erzielte. Der 1,80 m große Spieler blieb in Santiago de Chile, aber wechselte zum erfolgreicheren CF Universidad de Chile, mit dem er direkt die Meisterschaft und den Pokal gewinnen konnte. Beim Universitätsverein blieb er bis 2005, mit einer Unterbrechung 2002 bei Atlas Guadalajara, und wurde besonders durch seine Treffer in den Derbys mit CSD Colo-Colo zum Publikumsliebling.
2006 kam es zum Bruch mit Trainer Héctor Pinto und Rivarola ging in sein Geburtsland zurück, wo er bei den Argentinos Juniors anheuerte, sich aber nicht durchsetzen konnte und so nach Venezuela zu UA Maracaibo weiterzog. 2007 kam er zurück nach Chile, wo er für den CD Palestino spielte, bei dem sein früherer Teamkollege Luis Musrri Trainer geworden war. Nachdem er 2008 und 2009 noch einmal für Santiago Morning spielte und in der Clausura 2009 Torschützenkönig wurde, kehrte er 2010 zu La U zurück, die in der Copa Libertadores spielten. Seine letzte Saison war nochmal eine sehr erfolgreiche: Rivarola gewann mit Universidad de Chile sowohl Apertura als auch Clausura sowie als erstem chilenischen Klub die Copa Sudamericana. Zudem trug er sich in die Geschichtsbücher von Universidad de Chile ein, denn am 28. August 2011 erzielte er sein 100. Ligator für den Klub.

## Erfolge
Universidad de Chile
- Chilenischer Meister: 2000, 2004-A, 2011-A, 2011-C
- Chilenischer Pokalsieger: 2000
- Copa-Sudamericana-Sieger: 2011

Auszeichnungen
- Torschützenkönig der Primera División: 2009-C